# Roman Dawidowski
Roman Dawidowski (ur. 9 grudnia 1883 w Krakowie, zm. 3 grudnia 1952 tamże) – inżynier, specjalista w zakresie termodynamiki, technologii ciepła i paliwa oraz budowy pieców przemysłowych, w latach 1933-1939 prorektor Akademii Górniczo-Hutniczej.

## Życiorys
Był synem urzędnika pocztowego. W latach 1896–1900 uczęszczał do V Gimnazjum, a następnie do Gimnazjum św. Jacka w Krakowie, które ukończył w 1903 roku uzyskując świadectwo dojrzałości i rozpoczynając edukację na Akademii Górniczej w Przybramie. Po pierwszym egzaminie państwowym przeniósł się do Akademii Górniczej w Leoben, gdzie w 1906 roku otrzymał dyplom inżyniera górniczego, a w 1907 roku dyplom inżyniera hutnika. 1 stycznia 1908 roku rozpoczął pracę w Walcowni Blach Cienkich i Średnich oraz w Fabryce Pługów i Cynkowni Huty „Fryderyk” Trzynieckiego Towarzystwa Górniczo-Hutniczego na Śląsku Cieszyńskim. Od 1 grudnia 1911 do 15 czerwca 1912 był zatrudniony w firmie Johanna Hopfa w Wiedniu jako konstruktor maszyn specjalnych i górniczych. Od 1 listopada 1912 do 10 października 1915 roku pracował w departamencie salinarnym Krajowej Dyrekcji Skarbu we Lwowie, gdzie zajmował się zagadnieniem przebudowy palenisk opalanych ropą naftową na paleniska gazowe w salinach małopolskich. Potem zatrudniony został jako inżynier w departamencie monopolu solnego Ministerstwa Skarbu w Wiedniu. Od 15 grudnia 1918 do 1 kwietnia 1919 był referentem technicznym w wydziale górniczym Polskiej Komisji Rządzącej dla Galicji, Śląska Cieszyńskiego, Spisza i Orawy w Krakowie. Od 15 maja 1919 zatrudniony w Państwowej Żupie Solnej w Wieliczce, początkowo jako inżynier, a od 1 października 1921 roku do 31 sierpnia 1927 jako jej naczelnik. 24 lipca 1920 otrzymał tytuł radcy górniczego, a 21 października 1921 starszego radcy górniczego. Równocześnie z pracą zawodową w górnictwie solnym współpracował od 1919 w organizacji nowo powstałej Akademii Górniczej w Krakowie. Na przygotowanie wykładów i organizację dydaktyki otrzymał 9 czerwca 1920 roku stypendium Ministerstwa Wyznań Religijnych i Oświecenia Publicznego, dzięki któremu z początkiem 1921 przebywał w Wiedniu i Zurychu. W lutym 1922 rozpoczął wykłady z techniki cieplnej, 2 stycznia 1925 został kierownikiem Katedry Technologii Ciepła i Paliwa AG, której był twórcą. 9 października 1925 otrzymał nominację na nadzwyczajnego profesora kontraktowego, a 4 lutego 1932  na profesora nadzwyczajnego. W 1932 opracował i wydał Technologię ciepła i paliw. Stopień doktora nauk technicznych uzyskał 13 lipca 1935 roku w Technische Montanistiche Hochschule Graz-Leoben. 27 września 1935 roku został mianowany profesorem zwyczajnym. W latach 1933–1939 pełnił obowiązki prorektora AG. 6 listopada 1939 został aresztowany w ramach Sonderaktion Krakau i wywieziony do obozu koncentracyjnego w Sachsenhausen, gdzie przebywał do lutego 1940 roku. Po powrocie do Krakowa uczył w kierowanej przez Walerego Goetla Państwowej Szkole Górniczo-Hutniczo-Mierniczej, kształcącej techników. Od 1 lipca 1942 aż do wyzwolenia był ponadto kierownikiem laboratorium techniki cieplnej w utworzonym przez okupanta Państwowym Zakładzie Badania Materiałów (Staatliche Technische Prüfanstalt), mieszczącym się w Krakowie przy ul. Krzemionki 11. Celem działalności Dawidowskiego, było możliwie jak najlepsze przygotowanie laboratorium techniki cieplnej do prowadzenia zajęć dydaktycznych po zakończeniu działań wojennych. Uczestniczył także w tajnym nauczaniu. Po wojnie został powołany w skład komisji oceniającej zbrodnie hitlerowskie popełnione na terenie obozu koncentracyjnego Auschwitz-Birkenau, a następnie występował jako rzeczoznawca w procesie członków załogi tego obozu. Od 1 lutego 1945 organizował pracę dydaktyczną i naukową w Katedrze Technologii Ciepła i Paliwa AG oraz prowadził zajęcia dydaktyczne w nowo powstałych wydziałach politechnicznych AG. Uczestniczył aktywnie także w odbudowie i rozbudowie polskiego przemysłu górniczego, hutniczego i ceramicznego jako doradca i ekspert biur projektowych. Był współzałożycielem Towarzystwa Budowy Pieców i Urządzeń Hutniczych „IGNIS”, w którym pod jego kierunkiem powstały zrealizowane projekty pionierskich rozwiązań pieców przemysłowych. W uznaniu zasług prof. Dawidowskiego w dziedzinie techniki ciepła Akademia Górnicza w Leoben przyznała mu w 1932 roku tytuł doktora honoris causa. Był też odznaczony wieloma odznaczeniami, między innymi Krzyżem Oficerskim Gwiazdy Rumunii, Medalem Dziesięciolecia Odzyskania Niepodległości, Srebrnym Medalem za Długoletnią Służbę i po II wojnie Złotym Krzyżem Zasługi i Medalem Zwycięstwa i Wolności. Został pochowany na cmentarzu Rakowickim.